# Myriam Castelli
Myriam Castelli, all'anagrafe Maria Castelli (Soave, 29 settembre 1947), è una giornalista e conduttrice televisiva italiana, suora appartenente alla Congregazione delle Figlie di San Paolo.

## Biografia
È laureata in filosofia all'Università Cattolica del Sacro Cuore di Milano ed è specializzata in teologia e lingua e letteratura spagnola.
Dal 1997 è giornalista professionista.
Dal 2000 è ideatrice, autrice e conduttrice del programma di cultura religiosa Cristianità in onda in diretta mondiale ogni domenica alle 10:00 sul canale internazionale Rai Italia per gli italiani nel mondo.
Partecipa come opinionista nel programma La vita in diretta in onda su Rai 1.
Presiede l'associazione culturale "Cristianità in cammino" a servizio degli italiani nel mondo, con sede a Roma.

## Televisione
- Viaggio nei luoghi del sacro (1999) - Rai 3
- Cristianità (2000 - in corso) - Rai Italia
- Il colore dei Santi (2000) - Rai 1
- 1 Mattina (2004) - Rai 1
- Il volto dei santi (2017) - Telepace HD

## Radio
- Oggi Duemila (2000) Rai Radio 1

## Pubblicazioni
- Santi per tutto l'anno (2003) - paoline editoriale libri
- Il Dio della gioia (2006) - libreria editrice vaticana
- L'ultimo viaggio, Loreto duemilasette (2007)
- Angeli e mistiche (2012) - sugarco editrice
- Il santo padre Giovanni Paolo II - libreria editrice vaticana
- Il buongiorno di Dio (2016) - edizioni intermedia

## Premi
- Premio “Buone notizie” dell’Unione Cattolica Stampa Italiana (2003)
- Premio "Sentinella del Creato 2015" per il programma “Cristianità” del canale televisivo internazionale Rai Italia (2015)
- Premio "Meeting del Mare 2015" a Crotone (2015)
- Premio “Unesco” di Forlì (2015)
- Premio “Fundacion Amor” di Buenos Aires (Argentina) per migliore conduttrice televisiva
- Premio conferito dalla Comunità Italiana di Sydney (Australia) per migliore programma di Rai Italia[2]